# Semicytherura exserta
Semicytherura exserta är en kräftdjursart som först beskrevs av Brady och Norman 1889?.  Semicytherura exserta ingår i släktet Semicytherura, och familjen Cytheruridae. Arten har ej påträffats i Sverige.